# Маллиникс, Генри
Генри М. Маллиникс (англ. Henry M. Mullinnix) — американский контр-адмирал и авиатор.

## Биография
Окончив академию в 1916 году, начал службу ещё во время Первой мировой войны. В 1923—1924 выучился на авиатора и многое сделал для обкатки авиационных двигателей с воздушным охлаждением для использования на флоте. В 1924—1941 годах служил на судах Saratoga (CV-3), Wright (AV-1), а также на берегу, командовал судном Albemarle (AV-5). Во время Второй мировой в августе 1943 получил звание контр-адмирала, а через несколько месяцев его судно — эскортный авианосец USS Liscome Bay (CVE-56) — было торпедировано японской подводной лодкой I-175 24 ноября 1943 года. Тело не было найдено, но через год адмирала признали погибшим. Во время этого же инцидента погиб Дорис Миллер.

## Память
В 1957 году в его честь был назван американский эсминец.